# Hethemia auranticolorata
Hethemia auranticolorata är en fjärilsart som beskrevs av John Kern Strecker 1899. Hethemia auranticolorata ingår i släktet Hethemia och familjen mätare. Inga underarter finns listade i Catalogue of Life.